# San Luis Rey (California)
San Luis Rey es un área no incorporada ubicada en el condado de San Diego en el estado estadounidense de California. La localidad se encuentra ubicada a orillas de la Ruta Estatal de California 76 (San Luis del Rey Expressway) en Oceanside. La primera oficina postal fue abierta en 1861.

## Geografía
San Luis Rey se encuentra ubicada en las coordenadas 33°13′N 117°19′O / 33.217, -117.317.